# دوک تقسیم

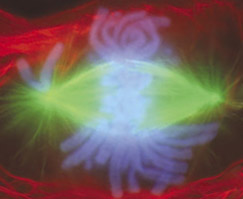
دوک تقسیم

دوک تقسیم ساختاری است متشکل از گروهی از میکروتوبول‌ها، که در حرکت دادن کروموزوم‌ها نقش دارند.
در زیست‌شناسی سلولی دوک تقسیم ساختاری است که کروموزوم‌ها را بین دو سلول دختری تفکیک می‌کند.
دوک تقسیم بخشی از اسکلت سلولی در سلول‌های یوکاریوت محسوب می‌شود.
هر یک از رشته‌های دوک از یک میکروتوبول ساخته‌شده است (اما هر سانتریول از ۹ دستهٔ ۳تایی از میکروتوبول ساخته شده است.) که در استوای سلول به سانترومر کروموزوم‌ها و در قطب‌های سلول به سانتریول‌ها متصل هستند.
همچنان که جفت سانتریول‌ها از یکدیگر دور می‌شوند، بین آنها رشته‌هایی پروتئینی شکل می‌گیرد که ساختار دوک را پدید می‌آورند.
این ساختار به این علت به دوک معروف شده است که در قطب‌های سلول رشته‌ها به هم نزدیک می‌شوند و در استوای سلول از هم دور می‌شوند و ساختاری دوک مانند را پدید می‌آورند (همانطور که در شکل نیز معلوم است.)
سانتریول در جانوران ،گامت نر گیاهان ابتدایی مثل سرخس وخزه وبعضا در قاچ ها دیده می شود.
انواع رشته های دوک تقسیم :
1)- رشته های دوکی آستری : آن دسته از میکروتوبول هایی هستند که در اطراف سانتریول یا دیپلوزوم به طور شعاعی قرار گرفته اندو آستر یا ستاره را تشکیل می دهند . ریزلوله های آستری ابتدا تشکیل می شوند .
2)- رشته های دوکی طویل یا ممتد : که بین دو دیپلوزوم یا سانتریول های عمود بر یکدیگر ویا دو آستر سازمان یافته اند وبا طویل شدن شان موجب راندن دیپلوزوم ها به دوقطب وفاصله گرفتن دو آستر ومهاجرت آنها به دو قطب سلول نقش دارند .
کروموزوم به رشته های دوکی طویل یا ممتد متصل نیستند ولی در ساختار دوک دیده می شوند واز یک قطب سلول به قطب دیگر کشیده شده‌اند .
3)- رشته های دوکی قطبی : این رشته ها از سانتروزوم ها منشاء گرفته و به سوی استوای سلول کشیده می شود ودر بخش میانی روی هم قرار گرفته و هم پوشانی دارند . در آنافاز این رشته ها بر روی یکدیگر حرکت لغزشی انجام داده وموجب ازدیاد فاصله بین دو قطب سلول می گردند . همزمان با این پدیده ریزلوله های کینه توکوری تحلیل رفته ، طولشان کوتاه  می شود وکروموزوم ها را با خود به سوی قطبین می کشند . گاه رشته های دوکی قطبی به عنوان رشته های دوکی طویل یا ممتد اشاره می شود .
4)- رشته های دوکی کینه توکوری یا رشته های دوکی کروموزومی : این رشته ها به کینه توکور اطراف سانترومر کروموزوم ها متصل هستند .    دپلی مریزاسیون تدریجی آنها در آنافاز نقش مهمی در انتقال وکشیدن کروموزوم ها یا کروماتیدها به دو قطب سلول دارند . تحلیل رفتن پوشش هسته وبرهم کنش مواد شیره هسته وسیتوزول نشانه یا علامتی جهت تشکیل رشته های کینه توکوری یا دوکی کروموزومی است .
5)- رشته های دوکی بینابینی یا بین ناحیه ای : این رشته در اواسط آنافاز بین دو سانترومر کروموزوم های آنافازی به وجود می آیند وبا طویل شدن خود کروموزوم ها را به سوی دو قطب می رانند . این رشته ها در تشکیل دوک تقسیم سیتوپلاسمی نیز نقش دارند .
6)- رشته های اکتینی ومیوزینی : در ساختار دوک تقسیم میتوزی وجابجایی کروموزوم ها در آنافاز به قطبین سلول این رشته ها نقش دارند .
7)- رشته های دوک آکروماتیک یا رنگ پذیر : در مرحله پروفاز که تراکم کروموزوم ها بیشتر می شود ودو آستر از یکدیگر جدا می شوند ، ریز لوله های آستری متراکم شده وکم وبیش هسته را احاطه می کنند . این ریز لوله ها یا میکروتوبول ها رنگ های معمولی میکروسکوپی را جذب نمی‌کنند و به آن رشته های دوک آکروماتیک می گویند .
تهیه کننده: im_mmpi@